# 1re étape du Tour d'Espagne 2012
La 1re étape du Tour d'Espagne 2012 s'est déroulée le samedi 18 août 2012, à Pampelune sous la forme d'un contre-la-montre par équipe d'une distance de 16,2 km. Elle est remportée par l'équipe espagnole Movistar.

## Parcours de l'étape
Le parcours de ce contre-la-montre par équipe est plat comme la main mais devient technique pendant sa deuxième moitié. Le trajet emprunte des rues où sont lâchés des taureaux pendant les Fêtes de San Fermín et se termine dans les Arènes de Pampelune.

## Déroulement de la course
Les formations s'élancent une par une et les deux premiers faits marquants sont l'entrée en lice du premier coureur d'Afrique noire sur un grand Tour : le coureur érythréen Daniel Teklehaimanot, de la formation Orica-GreenEDGE. Ji Cheng (Argos-Shimano) est le premier Chinois à prendre le départ d'un grand tour.
La formation BMC Racing prend la tête. La Rabobank passe ensuite devant dans la même seconde, avec 8 dixièmes d'avance. L'équipe Omega Pharma Quick-Step arrive ensuite sans son leader Tony Martin, qui a perdu du temps en étant attiré par une moto qui s'était trompée de direction. Désorganisée, l'équipe belge perd toute son avance et termine elle aussi dans la même seconde que l'équipe néerlandaise mais aussi échoue à quelques dixièmes.
Quasiment toutes les équipes possédants des leaders pour le général limitent leur retard. L'équipe Movistar, dernière à franchir la ligne d'arrivée, s'impose avec plus de dix secondes d'avance sur l'équipe Rabobank. Son leader et tenant du titre Juan José Cobo perd du terrain dans les derniers hectomètres et perd quatre secondes. Le jeune Espagnol, neuvième du récent contre-la-montre des Jeux olympiques, Jonathan Castroviejo prend le maillot de leader.

## Résultats

### Classement de l'étape
| Classement de la 1re étape | Classement de la 1re étape | Classement de la 1re étape | Classement de la 1re étape | Classement de la 1re étape |
|                            | Équipes                    | Pays                       |                            | Temps                      |
| -------------------------- | -------------------------- | -------------------------- | -------------------------- | -------------------------- |
| Vainqueur                  | Movistar                   | Espagne                    | en                         | 18 min 51 s                |
| 2e                         | Omega Pharma-Quick Step    | Belgique                   | +                          | 10 s                       |
| 3e                         | Rabobank                   | Pays-Bas                   |                            | 10 s                       |
| 4e                         | BMC Racing                 | États-Unis                 |                            | 10 s                       |
| 5e                         | Sky                        | Royaume-Uni                |                            | 12 s                       |
| 6e                         | Lotto-Belisol              | Belgique                   |                            | 12 s                       |
| 7e                         | Saxo Bank-Tinkoff Bank     | Danemark                   |                            | 14 s                       |
| 8e                         | Katusha                    | Russie                     |                            | 15 s                       |
| 9e                         | Euskaltel-Euskadi          | Espagne                    |                            | 28 s                       |
| 10e                        | Orica-GreenEDGE            | Australie                  |                            | 33 s                       |
| modifier                   |                            |                            |                            |                            |

### Classement intermédiaire
| \| Classement intermédiaire à Calle del Monte Monjardin (km 8,1) \| Classement intermédiaire à Calle del Monte Monjardin (km 8,1) \| Classement intermédiaire à Calle del Monte Monjardin (km 8,1) \| Classement intermédiaire à Calle del Monte Monjardin (km 8,1) \| Classement intermédiaire à Calle del Monte Monjardin (km 8,1) \| \| \| Équipes \| Pays \| \| Temps \| \| ------------------------------------------------------------- \| ------------------------------------------------------------- \| ------------------------------------------------------------- \| ------------------------------------------------------------- \| ------------------------------------------------------------- \| \| 1re \| Sky \| Royaume-Uni \| en \| 9 min 8 s \| \| 2e \| Movistar \| Espagne \| + \| 2 s \| \| 3e \| Saxo Bank-Tinkoff Bank \| Danemark \| \| 4 s \| \| 4e \| Omega Pharma-Quick Step \| Belgique \| \| 5 s \| \| 5e \| Astana \| Kazakhstan \| \| 8 s \| \| 6e \| Katusha \| Russie \| \| 9 s \| \| 7e \| Lotto-Belisol \| Belgique \| \| 12 s \| \| 8e \| Rabobank \| Pays-Bas \| \| 13 s \| \| 9e \| BMC Racing \| États-Unis \| \| 15 s \| \| 10e \| Vacansoleil-DCM \| Pays-Bas \| \| 15 s \| \| modifier \| \| \| \| \| |                         |             |    |           |
| Classement intermédiaire à Calle del Monte Monjardin (km 8,1) |                         |             |    |           |
| | Équipes                 | Pays        |    | Temps     |
| 1re | Sky                     | Royaume-Uni | en | 9 min 8 s |
| 2e | Movistar                | Espagne     | +  | 2 s       |
| 3e | Saxo Bank-Tinkoff Bank  | Danemark    |    | 4 s       |
| 4e | Omega Pharma-Quick Step | Belgique    |    | 5 s       |
| 5e | Astana                  | Kazakhstan  |    | 8 s       |
| 6e | Katusha                 | Russie      |    | 9 s       |
| 7e | Lotto-Belisol           | Belgique    |    | 12 s      |
| 8e | Rabobank                | Pays-Bas    |    | 13 s      |
| 9e | BMC Racing              | États-Unis  |    | 15 s      |
| 10e | Vacansoleil-DCM         | Pays-Bas    |    | 15 s      |
| modifier |                         |             |    |           |

## Classements à l'issue de l'étape

### Classement général
| Classement général | Classement général   | Classement général | Classement général      | Classement général |
|                    | Coureur              | Pays               | Équipe                  | Temps              |
| ------------------ | -------------------- | ------------------ | ----------------------- | ------------------ |
| 1er                | Jonathan Castroviejo | Espagne            | Movistar                | en 18 min 51 s     |
| 2e                 | Javier Moreno        | Espagne            | Movistar                | + 0 s              |
| 3e                 | Beñat Intxausti      | Espagne            | Movistar                | + 0 s              |
| 4e                 | Nairo Quintana       | Colombie           | Movistar                | + 0 s              |
| 5e                 | Alejandro Valverde   | Espagne            | Movistar                | + 0 s              |
| 6e                 | Juan José Cobo       | Espagne            | Movistar                | + 4 s              |
| 7e                 | Niki Terpstra        | Pays-Bas           | Omega Pharma-Quick Step | + 10 s             |
| 8e                 | Dario Cataldo        | Italie             | Omega Pharma-Quick Step | + 10 s             |
| 9e                 | Kevin De Weert       | Belgique           | Omega Pharma-Quick Step | + 10 s             |
| 10e                | Kristof Vandewalle   | Belgique           | Omega Pharma-Quick Step | + 10 s             |
| modifier           |                      |                    |                         |                    |

### Classement par points
Non décerné

### Classement du meilleur grimpeur
Non décerné

### Classement du combiné
Non décerné

### Classement par équipes
| Classement par équipes | Classement par équipes  | Classement par équipes | Classement par équipes |
|                        | Équipe                  | Pays                   | Temps                  |
| ---------------------- | ----------------------- | ---------------------- | ---------------------- |
| 1re                    | Movistar                | Espagne                | en 18 min 51 s         |
| 2e                     | Omega Pharma-Quick Step | Belgique               | + 10 s                 |
| 3e                     | Rabobank                | Pays-Bas               | + 10 s                 |
| modifier               |                         |                        |                        |